# Campos (автогоночная команда)
Campos Racing — испанская автогоночная команда, основанная бизнесменом Адрианом Кампосом. На данный момент команда выступает в чемпионатах ФИА Формулы-2, Формулы-3 и в Испанской Формуле-4.

## История

### Мировая серия Ниссан
После того, как Адриан Кампос ушёл из гонок в 1997 году, он сформировал свою команду под названием Campos Motorsport. В 1998 году команда начала с участия в новом чемпионате Open Fortuna by Nissan с Марком Жене и Антонио Гарсией в качестве пилотов. Жене стал чемпионом, Гарсия занял пятое место, и команда завоевала командный титул. Жене перешёл в Формулу-1 в 1999 году, и его место занял Фернандо Алонсо. Алонсо стал чемпионом Euro Open Movistar by Nissan, Гарсия снова занял пятое место, и команда защитила чемпионский титул. В 2000 году Алонсо перешёл в Международную Формулу-3000, Гарсия продолжил выступление за Campos Motorsport и выиграл чемпионат Open Telefónica by Nissan, а Campos Motorsport выиграла командный титул третий раз подряд. В 2002 году данный чемпионат стал называться Мировой серией Nissan. Команда выступала в Мировой серии Nissan по 2004 год.

### Испанская Формула-3/Открытый чемпионат Европейской Формулы-3
В 2004 году команда перешла в Испанскую Формулу-3, в котором участвовала двумя командами, каждая в составе с двумя гонщиками. В 2005 году команда сменила название на Campos Racing, перед тем, как присоединиться к новой серии GP2. В этом же году в Испанской Формуле-3 был введен второй класс автомобилей Copa F300, участники которого боролись за Кубок Испании Формулы-3. Команда выставляла автомобили в обоих классах. В 2005 году победителем Кубка Испании стал пилот команды Campos Racing Артуро Льобелл. В 2008 году пилоты команды Campos Racing Херман Санчес выиграл титул в основном классе, Наташа Гашнан, тоже пилот Campos Racing, выиграла турнир во втором классе (Кубок Испании), а сама команда выиграла командный титул. В 2009 году чемпионат был переименован в Открытый чемпионат Европейской Формулы-3. Бруно Мендес, пилот Campos Racing, выиграл титул, а сама команда вновь заняла первое место. После сезона 2009 команда покинула чемпионат, так как готовилась к дебюту в Формуле-1 в 2010 году.
Команда вернулась в чемпионат в 2012 году и выступала в нём по 2019 год. В 2016 году Леонардо Пульчини, выступая за Campos Racing, выиграл Открытый чемпионат Евроформулы (в 2014 году открытый чемпионат Европейской Формулы-3 был переименован в Евроформулу), а сама команда в тот год стала первой в командном зачете.

### Заявка на участие в Формуле-1
Основная статья HRT (команда Формулы-1)

### GP2/Формула-2
В 2005 году команда присоединилась к новой серии GP2. Первый сезон стал неудачным для команды, она закончила чемпионат на 12 и последнем месте, а гонщики, выступавшие за команду, заняли 18-е и 20-е места (Хуан Крус Альварес и Серхио Эрнандес соответственно). Следующий 2006 год прошёл не лучше: команда вновь закончила чемпионат на последнем месте, а её гонщики, Адриан Вальес и Феликс Портейро заняли 18-е и 22-е места.
В 2007 году за команду Адриана Кампоса выступали Джорджо Пантано, бывший гонщик команды Формулы-1 Jordan, и Виталий Петров. По итогам сезона команда заняла третье место, закончив сезон с тремя победами (две у Пантано и одна у Петрова). Пантано стал бронзовым призёром чемпионата, Петров закончил сезон на 13-м месте.
В начале 2008 года команда присоединилась к новому чемпионату GP2 Asia, и занимает в нём третье место. Петров с одной победой становится бронзовым призёром чемпионата, уступив 4 очка вице-чемпиону Себастьену Буэми.

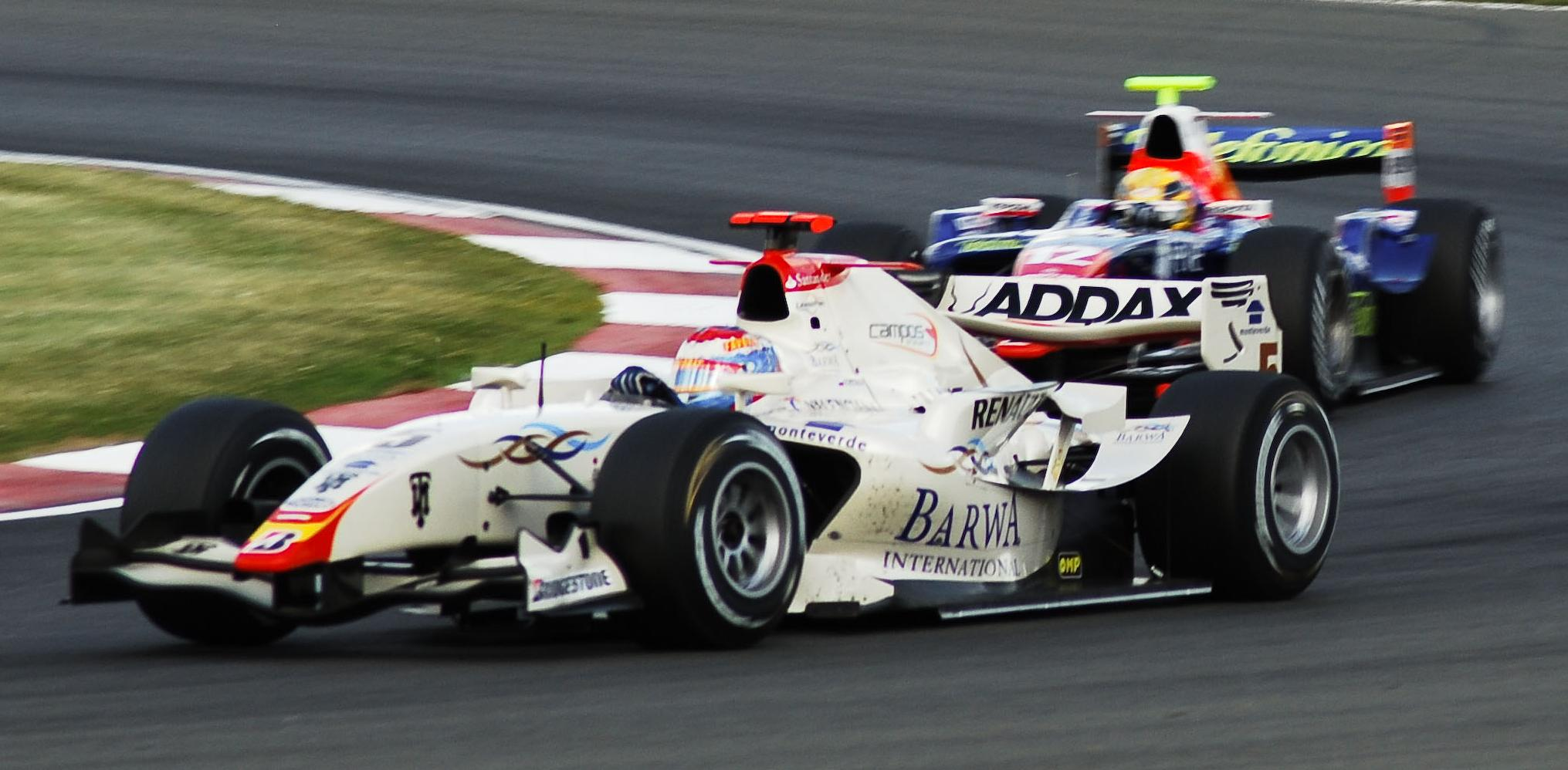
Виталий Петров за рулем болида GP2 на Сильверстоуне в 2008 году

В 2008 году команда выиграла GP2. Адриан Кампос в начале сезона пригласил британского гонщика Бена Хэнли. Последний на протяжении первых шести гонок не набрал ни одного очка, и с четвёртого этапа его заменил бразилец Лукас ди Грасси. Несмотря на то, что бразилец участвовал в 14 из 20 гонок, он занял третье место, уступив вице-чемпиону Бруно Сенне 1 очко. По итогам сезона команда одержала четыре победы (три у ди Грасси и одна у Петрова). В чемпионате GP2 Asia 2008—2009 года за команду выступали Виталий Петров и Серхио Перес. Команда заняла третье место в чемпионате, Петров (с одной победой) и Перес (с двумя победами) заняли пятое и седьмое места соответственно.
По окончании сезона 2008 года Адриан Кампос продал свою часть акций команды испанскому бизнесмену Алехандро Агагу, команда сменила название на Barwa Addax.
Команда Campos вернулась в GP2 в 2014 году, заменив команду Addax, пилотами команды были Артур Пик и Кимия Сато. Александр Росси заменял Сато на этапе на Хоккенхаймринге из-за того, что Сато участвовал в гонке Auto GP. По итогам сезона Артур Пик одержал одну победу, команда заняла седьмое место.
Пик остался в команде на сезон GP2 2015 года, к команде присоединился Рио Харьянто. По итогам сезона команда заняла четвёртое место, Рио Харьянто одержал три победы и занял четвёртое место в личном зачете.
В 2016 году в составе команды выступали Митч Эванс и Шон Гелаэль. Митч Эванс одержал одну победу, команда по итогам сезона стала шестой.
В 2017 году GP2 была переименована в Формулу-2. Ральф Бошунг участвовал почти всех этапах, за исключением последнего, Роберт Висою управлял вторым автомобилем большую часть сезона. Также в течение сезона за команду выступали Роберто Мери, Алекс Палоу, Ландо Норрис и Стефано Колетти. По итогам сезона команда заняла предпоследнее девятое место.
В 2018 году Лука Гьотто перешёл Campos. Его партнёром был Рой Ниссани, на последних двух этапах его заменил Роберто Мери. По окончании сезона команда заняла седьмое место.

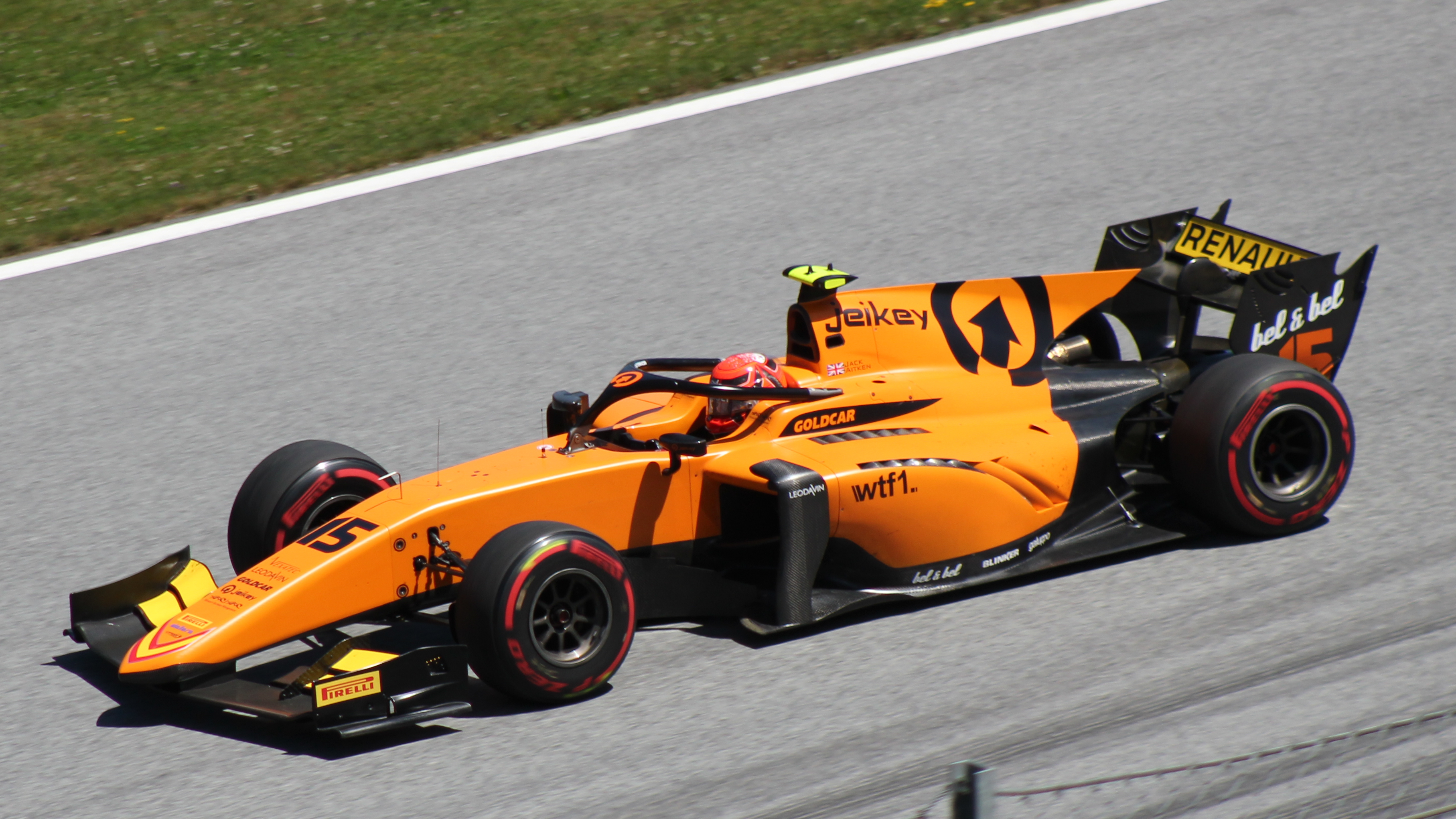
Джек Эйткен за рулем Dallara F2 2018 на Ред Булл Ринге в 2018 году

В 2019 году за команду все этапы выступал Джек Эйткен. Вторую машину управлял сначала Дориан Бокколаччи, затем он был заменен на Арджуна Маини, а затем его заменили на Марино Сато. Джек Эйткен одержал три победы и занял пятое место. Команда заняла пятое место по итогам сезона.
В 2020 году Джек Эйткен остался в команде, его напарником стал Гильерме Самайя. В финальном этапе Эйткена заменил Ральф Бошунг, так как Эйткен дебютировал в Формуле-1 на Гран-При Сахира в составе команды Williams, заменяя Джорджа Рассела, который в свою очередь заменял заболевшего Льюиса Хэмилтона в Mercedes. По итогам сезона команда заняла девятое место.
В 2021 году Ральф Бошунг остался выступать в команде, его напарниками были Джанлука Петекоф, Матео Наннини, Давид Бекман и Олли Колдуэлл, которые по различным причинам уходили из команды по ходу сезона. Бошунг два раза финишировал на третьем месте. Команда заняла седьмое место в чемпионате.

### GP3
В 2015 году команда присоединилась к чемпионату GP3 и выступала вплоть до 2019 года, когда GP3 объединилась с Чемпионатом Европы Формулы-3. Лучшим результатом стал сезон 2018 года, когда команда заняла третье место, а её пилот Леонардо Пульчини одержал две победы и занял четвёртое место.

### Формула-3
С 2019 года, с первого сезона нового чемпионата, команда участвует в Формуле-3. В первом сезоне за команду выступали Алекс Перони, Алессио Деледда и Себастьян Фернандес. На предпоследнем этапе в Монце Алекс Перони попал в аварию: его болид взлетел на поребрике и упал на ограждение. Он повредил позвонки, и на финальном этапе в Сочи его заменил Давид Шумахер. По итогам сезона команда заняла последнее 10-е место.
В 2020 году Перони и Деледда остались в команде, к ним присоединилась София Флёрш. Перони три раза поднялся на подиум и единственный из команды набирал очки, и по итогам сезона команда заняла седьмое место.
В 2021 году за команду выступали Лоренцо Коломбо, Амори Кордил и Ласло Тот. Лоренцо Коломбо одержал одну победу за сезон. По итогу команда заняла восьмое место.

### Испанская Формула-4
В 2021 году команда присоединилась к Испанской Формуле-4. В дебютном сезоне выступавший в команде Себастьян Эгор стал вице-чемпионом, и сама команда заняла второе место в чемпионате команд.

## Результаты в текущих сериях

### Формула-2
| Год       | Болид           | Пилоты            | Гонки | Победы | Поулы | БК | Подиумы | ЛЗ | Очки | КЗ |
| --------- | --------------- | ----------------- | ----- | ------ | ----- | -- | ------- | -- | ---- | -- |
| 2017      | Dallara GP2/11  | Роберто Мери      | 2     | 0      | 0     | 0  | 0       | 18 | 17   | 9  |
| 2017      | Dallara GP2/11  | Ральф Бошунг      | 20    | 0      | 0     | 0  | 0       | 19 | 17   | 9  |
| 2017      | Dallara GP2/11  | Алекс Палоу       | 4     | 0      | 0     | 0  | 0       | 21 | 17   | 9  |
| 2017      | Dallara GP2/11  | Роберт Висою      | 14    | 0      | 0     | 0  | 0       | 24 | 17   | 9  |
| 2017      | Dallara GP2/11  | Ландо Норрис      | 2     | 0      | 0     | 0  | 0       | 25 | 17   | 9  |
| 2017      | Dallara GP2/11  | Стефано Колетти   | 2     | 0      | 0     | 0  | 0       | 27 | 17   | 9  |
| 2018      | Dallara F2 2018 | Лука Гьотто       | 24    | 0      | 0     | 2  | 4       | 8  | 132  | 7  |
| 2018      | Dallara F2 2018 | Роберто Мери      | 4     | 0      | 1     | 0  | 1       | 12 | 132  | 7  |
| 2018      | Dallara F2 2018 | Рой Ниссани       | 20    | 0      | 0     | 0  | 0       | 22 | 132  | 7  |
| 2019      | Dallara F2 2018 | Джек Эйткен       | 22    | 3      | 1     | 2  | 7       | 5  | 189  | 5  |
| 2019      | Dallara F2 2018 | Дориан Бокколаччи | 10    | 0      | 0     | 0  | 0       | 14 | 189  | 5  |
| 2019      | Dallara F2 2018 | Марино Сато       | 6     | 0      | 0     | 0  | 0       | 21 | 189  | 5  |
| 2019      | Dallara F2 2018 | Арджун Маини      | 6     | 0      | 0     | 0  | 0       | 24 | 189  | 5  |
| 2020      | Dallara F2 2018 | Джек Эйткен       | 22    | 0      | 0     | 0  | 2       | 14 | 48   | 9  |
| 2020      | Dallara F2 2018 | Гильерме Самайя   | 24    | 0      | 0     | 0  | 0       | 24 | 48   | 9  |
| 2020      | Dallara F2 2018 | Ральф Бошунг      | 2     | 0      | 0     | 0  | 0       | 25 | 48   | 9  |
| 2021      | Dallara F2 2018 | Ральф Бошунг      | 23    | 0      | 0     | 1  | 2       | 10 | 66,5 | 7  |
| 2021      | Dallara F2 2018 | Давид Бекман      | 5     | 0      | 0     | 0  | 0       | 15 | 66,5 | 7  |
| 2021      | Dallara F2 2018 | Матео Наннини     | 5     | 0      | 0     | 0  | 0       | 22 | 66,5 | 7  |
| 2021      | Dallara F2 2018 | Олли Колдуэлл     | 6     | 0      | 0     | 1  | 0       | 26 | 66,5 | 7  |
| 2021      | Dallara F2 2018 | Джанлука Петекоф  | 6     | 0      | 0     | 0  | 0       | 27 | 66,5 | 7  |
| Источник: |                 |                   |       |        |       |    |         |    |      |    |

### Формула-3
| Год       | Болид           | Пилоты              | Гонки | Победы | Поулы | БК | Подиум | ЛЗ | Очки | КЗ |
| --------- | --------------- | ------------------- | ----- | ------ | ----- | -- | ------ | -- | ---- | -- |
| 2019      | Dallara F3 2019 | Алекс Перони        | 13    | 0      | 0     | 0  | 0      | 20 | 5    | 10 |
| 2019      | Dallara F3 2019 | Себастьян Фернандес | 16    | 0      | 0     | 0  | 0      | 27 | 5    | 10 |
| 2019      | Dallara F3 2019 | Алессио Деледда     | 16    | 0      | 0     | 0  | 0      | 29 | 5    | 10 |
| 2019      | Dallara F3 2019 | Давид Шумахер       | 2     | 0      | 0     | 0  | 0      | 32 | 5    | 10 |
| 2020      | Dallara F3 2019 | Алекс Перони        | 18    | 0      | 0     | 1  | 3      | 10 | 64   | 7  |
| 2020      | Dallara F3 2019 | София Флёрш         | 16    | 0      | 0     | 0  | 0      | 29 | 64   | 7  |
| 2020      | Dallara F3 2019 | Алессио Деледда     | 18    | 0      | 0     | 0  | 0      | 34 | 64   | 7  |
| 2020      | Dallara F3 2019 | Андреас Эстнер      | 2     | 0      | 0     | 0  | 0      | 35 | 64   | 7  |
| 2021      | Dallara F3 2019 | Лоренцо Коломбо     | 20    | 1      | 0     | 2  | 1      | 15 | 32   | 8  |
| 2021      | Dallara F3 2019 | Амори Кордил        | 20    | 0      | 0     | 0  | 0      | 23 | 32   | 8  |
| 2021      | Dallara F3 2019 | Пьер-Луи Шове       | 3     | 0      | 0     | 0  | 0      | 30 | 32   | 8  |
| 2021      | Dallara F3 2019 | Ласло Тот           | 17    | 0      | 0     | 0  | 0      | 32 | 32   | 8  |
| Источник: |                 |                     |       |        |       |    |        |    |      |    |

## Результаты в бывших сериях
| Результаты выступлений в Мировой серии Ниссан | Результаты выступлений в Мировой серии Ниссан | Результаты выступлений в Мировой серии Ниссан | Результаты выступлений в Мировой серии Ниссан | Результаты выступлений в Мировой серии Ниссан | Результаты выступлений в Мировой серии Ниссан | Результаты выступлений в Мировой серии Ниссан | Результаты выступлений в Мировой серии Ниссан | Результаты выступлений в Мировой серии Ниссан | Результаты выступлений в Мировой серии Ниссан |
| Год                                           | Болид                                         | Пилоты                                        | Гонки                                         | Победы                                        | Поулы                                         | БК                                            | Очки                                          | ЛЗ                                            | КЗ                                            |
| --------------------------------------------- | --------------------------------------------- | --------------------------------------------- | --------------------------------------------- | --------------------------------------------- | --------------------------------------------- | --------------------------------------------- | --------------------------------------------- | --------------------------------------------- | --------------------------------------------- |
| 1998                                          | Coloni-Nissan                                 | Марк Жене                                     | 14                                            | 6                                             | 3                                             | Н/Д                                           | 178                                           | 1                                             | 1                                             |
| 1998                                          | Coloni-Nissan                                 | Антонио Гарсия                                | 14                                            | 2                                             | 0                                             | Н/Д                                           | 99                                            | 5                                             | 1                                             |
| 1999                                          | Coloni-Nissan                                 | Фернандо Алонсо                               | 16                                            | 6                                             | 9                                             | 4                                             | 164                                           | 1                                             | 1                                             |
| 1999                                          | Coloni-Nissan                                 | Антонио Гарсия                                | 16                                            | 1                                             | Н/Д                                           | 2                                             | 109                                           | 6                                             | 1                                             |
| 2000                                          | Coloni-Nissan                                 | Антонио Гарсия                                | 16                                            | 5                                             | Н/Д                                           | 6                                             | 199                                           | 1                                             | 1                                             |
| 2000                                          | Coloni-Nissan                                 | Патрис Ге                                     | 16                                            | 2                                             | Н/Д                                           | 2                                             | 124                                           | 5                                             | 1                                             |
| 2001                                          | Coloni-Nissan                                 | Рафаэль Сарандесес                            | 16                                            | 0                                             | Н/Д                                           | 2                                             | 132                                           | 4                                             | 3                                             |
| 2001                                          | Coloni-Nissan                                 | Маттео Бобби                                  | 16                                            | 1                                             | Н/Д                                           | 0                                             | 67                                            | 6                                             | 3                                             |
| 2002                                          | Dallara-Nissan                                | Антонио Гарсия                                | 16                                            | 0                                             | 0                                             | 0                                             | 82                                            | 5                                             | 5                                             |
| 2002                                          | Dallara-Nissan                                | Поло Вильямиль                                | 18                                            | 0                                             | 0                                             | 0                                             | 41                                            | 10                                            | 5                                             |
| 2003                                          | Dallara-Nissan                                | Марк Жене                                     | 10                                            | 1                                             | 0                                             | 0                                             | 54                                            | 12                                            | 8                                             |
| 2003                                          | Dallara-Nissan                                | Антонио Гарсия                                | 2                                             | 0                                             | 0                                             | 0                                             | 6                                             | 21                                            | 8                                             |
| 2003                                          | Dallara-Nissan                                | Сантьяго Портейро                             | 18                                            | 0                                             | 0                                             | 0                                             | 16                                            | 16                                            | 8                                             |
| 2003                                          | Dallara-Nissan                                | Хосе Мануэль Перес-Айкарт                     | 6                                             | 0                                             | 0                                             | 0                                             | 1                                             | 26                                            | 8                                             |

| Результаты выступлений в GP2                                                        | Результаты выступлений в GP2 | Результаты выступлений в GP2 | Результаты выступлений в GP2 | Результаты выступлений в GP2 | Результаты выступлений в GP2 | Результаты выступлений в GP2 | Результаты выступлений в GP2 | Результаты выступлений в GP2 | Результаты выступлений в GP2 |
| Год                                                                                 | Болид                        | Пилоты                       | Гонки                        | Победы                       | Поулы                        | БК                           | Очки                         | ЛЗ                           | КЗ                           |
| ----------------------------------------------------------------------------------- | ---------------------------- | ---------------------------- | ---------------------------- | ---------------------------- | ---------------------------- | ---------------------------- | ---------------------------- | ---------------------------- | ---------------------------- |
| 2005                                                                                | Dallara-Mecachrome           | Хуан Крус Альварес           | 23                           | 0                            | 0                            | 0                            | 4.5                          | 18                           | 12                           |
| 2005                                                                                | Dallara-Mecachrome           | Серхио Эрнандес              | 23                           | 0                            | 0                            | 0                            | 3                            | 20                           | 12                           |
| 2006                                                                                | Dallara-Mecachrome           | Адриан Вальес                | 21                           | 0                            | 0                            | 1                            | 7                            | 18                           | 12                           |
| 2006                                                                                | Dallara-Mecachrome           | Феликс Портейро              | 21                           | 0                            | 0                            | 0                            | 5                            | 22                           | 12                           |
| 2007                                                                                | Dallara-Mecachrome           | Виталий Петров               | 21                           | 1                            | 0                            | 0                            | 21                           | 13                           | 3                            |
| 2007                                                                                | Dallara-Mecachrome           | Джорджо Пантано              | 21                           | 2                            | 1                            | 1                            | 59                           | 3                            | 3                            |
| 2008                                                                                | Dallara-Mecachrome           | Виталий Петров               | 20                           | 1                            | 0                            | 1                            | 39                           | 7                            | 1                            |
| 2008                                                                                | Dallara-Mecachrome           | Бен Хэнли                    | 6                            | 0                            | 0                            | 0                            | 1                            | 24                           | 1                            |
| 2008                                                                                | Dallara-Mecachrome           | Лукас Ди Грасси              | 14                           | 3                            | 0                            | 2                            | 63                           | 3                            | 1                            |
| C 2009—2013 года команда не выступала в GP2                                         |                              |                              |                              |                              |                              |                              |                              |                              |                              |
| 2014                                                                                | Dallara-Mecachrome           | Артур Пик                    | 22                           | 1                            | 0                            | 0                            | 124                          | 7                            | 6                            |
| 2014                                                                                | Dallara-Mecachrome           | Александр Росси‡             | 12                           | 0                            | 0                            | 0                            | 12                           | 21                           | 6                            |
| 2014                                                                                | Dallara-Mecachrome           | Кимия Сато                   | 20                           | 0                            | 0                            | 0                            | 2                            | 24                           | 6                            |
| 2015                                                                                | Dallara-Mecachrome           | Рио Харьянто                 | 21                           | 3                            | 0                            | 1                            | 138                          | 4                            | 4                            |
| 2015                                                                                | Dallara-Mecachrome           | Артур Пик                    | 21                           | 0                            | 0                            | 0                            | 60                           | 11                           | 4                            |
| 2016                                                                                | Dallara-Mecachrome           | Митч Эванс                   | 22                           | 1                            | 0                            | 2                            | 90                           | 12                           | 6                            |
| 2016                                                                                | Dallara-Mecachrome           | Шон Гелаэль                  | 22                           | 0                            | 0                            | 0                            | 24                           | 15                           | 6                            |
| Изменения: - ‡ Александр Росси из 12 гонок 10 провел за Caterham и набрал 10 очков. |                              |                              |                              |                              |                              |                              |                              |                              |                              |
| Источник:                                                                           |                              |                              |                              |                              |                              |                              |                              |                              |                              |

| Результаты выступлений в GP2 Asia                                                    | Результаты выступлений в GP2 Asia | Результаты выступлений в GP2 Asia | Результаты выступлений в GP2 Asia | Результаты выступлений в GP2 Asia | Результаты выступлений в GP2 Asia | Результаты выступлений в GP2 Asia | Результаты выступлений в GP2 Asia | Результаты выступлений в GP2 Asia | Результаты выступлений в GP2 Asia |
| Год                                                                                  | Болид                             | Пилоты                            | Гонки                             | Победы                            | Поулы                             | БК                                | Очки                              | ЛЗ                                | КЗ                                |
| ------------------------------------------------------------------------------------ | --------------------------------- | --------------------------------- | --------------------------------- | --------------------------------- | --------------------------------- | --------------------------------- | --------------------------------- | --------------------------------- | --------------------------------- |
| 2008                                                                                 | Dallara-Mecachrome                | Виталий Петров                    | 10                                | 1                                 | 1                                 | 0                                 | 33                                | 3                                 | 3                                 |
| 2008                                                                                 | Dallara-Mecachrome                | Бен Хэнли                         | 8                                 | 0                                 | 0                                 | 0                                 | 6                                 | 15                                | 3                                 |
| 2008                                                                                 | Dallara-Mecachrome                | Диего Нуньес                      | 1                                 | 0                                 | 0                                 | 0                                 | 0(2)1                             | 201                               | 3                                 |
| 2008/2009                                                                            | Dallara-Mecachrome                | Виталий Петров                    | 11                                | 1                                 | 0                                 | 0                                 | 28                                | 5                                 | 3                                 |
| 2008/2009                                                                            | Dallara-Mecachrome                | Серхио Перес                      | 11                                | 2                                 | 0                                 | 0                                 | 26                                | 7                                 | 3                                 |
| Изменения: - 1.↑ Диего Нуньес набрал 2 очка, выступая за команду David Price Racing. |                                   |                                   |                                   |                                   |                                   |                                   |                                   |                                   |                                   |
| Источник:                                                                            |                                   |                                   |                                   |                                   |                                   |                                   |                                   |                                   |                                   |

| Результаты выступлений в GP3 | Результаты выступлений в GP3 | Результаты выступлений в GP3 | Результаты выступлений в GP3 | Результаты выступлений в GP3 | Результаты выступлений в GP3 | Результаты выступлений в GP3 | Результаты выступлений в GP3 | Результаты выступлений в GP3 | Результаты выступлений в GP3 |
| Год                          | Болид                        | Пилоты                       | Гонки                        | Победы                       | Поулы                        | БК                           | Очки                         | ЛЗ                           | КЗ                           |
| ---------------------------- | ---------------------------- | ---------------------------- | ---------------------------- | ---------------------------- | ---------------------------- | ---------------------------- | ---------------------------- | ---------------------------- | ---------------------------- |
| 2015                         | Dallara-Renault              | Алекс Палоу                  | 22                           | 1                            | 0                            | 1                            | 51                           | 10                           | 7                            |
| 2015                         | Dallara-Renault              | Заид Ашканани                | 22                           | 0                            | 0                            | 0                            | 0                            | 24                           | 7                            |
| 2015                         | Dallara-Renault              | Брендон Мэйзано              | 2                            | 0                            | 0                            | 0                            | 0                            | 25                           | 7                            |
| 2015                         | Dallara-Renault              | Константин Терещенко         | 6                            | 0                            | 0                            | 0                            | 0                            | 29                           | 7                            |
| 2015                         | Dallara-Renault              | Самин Гомес                  | 6                            | 0                            | 0                            | 0                            | 0                            | 30                           | 7                            |
| 2015                         | Dallara-Renault              | Кристофер Хоэр               | 2                            | 0                            | 0                            | 0                            | 0                            | 31                           | 7                            |
| 2016                         | Dallara-Mecachrome           | Стейн Шоторст                | 18                           | 0                            | 0                            | 0                            | 36                           | 13                           | 7                            |
| 2016                         | Dallara-Mecachrome           | Алекс Палоу                  | 18                           | 0                            | 0                            | 0                            | 22                           | 15                           | 7                            |
| 2016                         | Dallara-Mecachrome           | Константин Терещенко         | 18                           | 0                            | 0                            | 0                            | 8                            | 19                           | 7                            |
| 2017                         | Dallara-Mecachrome           | Рауль Хайман                 | 17                           | 1                            | 0                            | 0                            | 27                           | 13                           | 5                            |
| 2017                         | Dallara-Mecachrome           | Жюльен Фальшеро              | 17                           | 0                            | 0                            | 0                            | 15                           | 15                           | 5                            |
| 2017                         | Dallara-Mecachrome           | Маркос Сиберт                | 17                           | 0                            | 0                            | 0                            | 14                           | 16                           | 5                            |
| 2018                         | Dallara-Mecachrome           | Леонардо Пульчини            | 18                           | 2                            | 2                            | 2                            | 156                          | 4                            | 3                            |
| 2018                         | Dallara-Mecachrome           | Симо Лааксонен               | 18                           | 0                            | 0                            | 0                            | 36                           | 14                           | 3                            |
| 2018                         | Dallara-Mecachrome           | Диего Менчака                | 18                           | 0                            | 0                            | 0                            | 3                            | 19                           | 3                            |
| Источник:                    |                              |                              |                              |                              |                              |                              |                              |                              |                              |

## Хронология
| Текущие серии                            | Текущие серии        |
| ---------------------------------------- | -------------------- |
| Формула-2                                | 2017—                |
| Формула-3                                | 2019—                |
| Испанская Формула-4                      | 2021—                |
| Бывшие серии                             |                      |
| Мировая Серия Ниссан                     | 1998—2003            |
| Испанская Формула-3                      | 2004—2008, 2014—2018 |
| GP2                                      | 2005—2008, 2014—2016 |
| GP2 Asia                                 | 2008—2009            |
| Открытый чемпионат Европейской Формулы-3 | 2009, 2012—2013      |
| Superstars Series                        | 2011                 |
| Auto GP                                  | 2011—2012            |
| WTCC                                     | 2012—2017            |
| Открытый чемпионат Евроформулы           | 2014—2018            |
| GP3                                      | 2015—2018            |
| FIA WTCR                                 | 2018                 |
| Источник:                                |                      |